# حاشیه قاره‌ای

نیمرخ فلات قاره، شیب قاره‌ای و خیز قاره‌ای

حاشیه قاره‌ای به همراه حوضه اقیانوسی و پشته میانی اقیانوس یکی از سه بخش اصلی بستر اقیانوس‌ها است. حاشیه قاره‌ای به بخش کم‌عمق اقیانوس گفته می‌شود که در نزدیکی قاره‌ها قرار گرفته‌است. حاشیه قاره‌ای از سه پدیده مختلف تشکیل شده‌است: خیز قاره‌ای، شیب قاره‌ای و فلات قاره. حاشیه‌های قاره‌ای حدود ۲۸٪ از مساحت اقیانوس‌ها را می‌پوشانند.
فلات قاره بخشی از حاشیه قاره‌ای است که از ساحل تا اقیانوس امتداد دارد و برآورد می‌شود که حدود ۷ درصد از بستر دریاها را پوشانده‌اند. پهنای فلات قاره در نقاط مختلف دنیا از ۳۰ متر تا ۱۵۰۰ کیلومتر متغیر است. فلات قاره عموماً هموار است و به شکستگی فلات قاره منتهی می‌شود که در این نقطه زاویه شیب شدیداً افزایش می‌یابد. میانگین شیب فلات قاره در سطح جهانی °۰ تا ۰۷ درجه بوده و معمولاً بخش پرشیب به خط ساحلی نزدیک‌تر است. از نقطه شکستگی فلات قاره، شیب قاره‌ای آغاز می‌شود که بین یک تا پنج کیلومتر بالاتر از بستر ژرف اقیانوس است. غالباً در شیب قاره‌ای عوارضی به نام ژرف‌دره زیردریایی یافت می‌شود که با شیب زیاد و زاویه‌ای نزدیک به عمودی، فلات قاره را قطع کرده و تا دشت مغاکی ادامه می‌یابند. دره‌های این عارضه اغلب V شکل است و گاهی ممکن است تا فلات قاره ادامه یابند. در پای شیب قاره‌ای کاهشی ناگهانی در شیب دیده می‌شود و بستر دریا شروع به یک‌نواخت شدن تا دشت مغاکی می‌کند. این بخش از بستر دریا خیز قاره‌ای نام دارد و نشان‌دهنده پایان حاشیه قاره‌ای است.